# ヘンリー・アームストロング
ヘンリー・アームストロング（Henry Armstrong、1912年12月12日 - 1988年10月22日）は、アメリカ合衆国出身の男性元プロボクサー。ミシシッピ州コロンバス出身。元世界フェザー級、ライト級、ウェルター級王者。
身長わずか166cmの身体でありながら、「スポーツマン心臓」と呼ばれる驚異的なスタミナと強打でフェザー級、ライト級、ウェルター級の三冠を手にした、史上唯一の世界3階級同時制覇王者。ウェルター級王座は同級史上最多の19度防衛を達成している。

## 来歴
貧しい労働者の15人兄弟の11番目の子として生まれる。幼時に父母を失い、祖母に育てられた。真面目で学校の成績も良く、高校の卒業式では彼の作った詩が唱和された。鉄道工事夫となるが生活は貧しく、キューバの天才キッド・チョコレートの活躍に刺激されてボクシングを始める。
1931年プロデビューするが、いきなり3回KO負けのスタート。その後は勝ち星を積み上げていくが、時はまさに大恐慌のさなか、チャンスを求めてシカゴ、カリフォルニアと放浪しながらファイトを続ける。放浪の果てに辿り着いたロサンゼルスで、人気歌手アル・ジョルソンにその素質を見出された。ジョルソンにギャング役で知られた俳優ジョージ・ラフト、そしてジョルソンのマネージャーであるエディ・ミードを加えた3人がアームストロングのマネジメントを行うことになり、3人は時の英雄ジョー・ルイスの人気に対抗するため、フェザー、ライト、ウェルターの三階級同時制覇という破天荒な構想をぶち上げる。
手始めはフェザー級王座だった。1936年10月27日にマイク・ベロイズとの統一戦で勝利後、1937年10月29日、マディソン・スクエア・ガーデンでタフ・ファイターのペティ・サロンに挑み、6回KOで下し、フェザー級世界王座を統一した。次はライト級、ルー・アンバースの筈だったが、アンバースのマネージャー、アル・ワイルが対戦を忌避したため、いきなりウェルター級に挑むこととなった。王者は三階級制覇の不屈のラッシャー、バーニー・ロスである。1938年5月31日、ウェイトの足りないアームストロングは、試合前に大量の水を飲んでリングに上がったと言われるが、体格とパワーで勝るはずのロスのパンチを巧みに殺し、懐に入り込んで回転の速い連打で圧倒した。余りのワンサイドにレフェリーはロスに再三試合中止を勧告したが、ロスは肯んぜず、アームストロングは大差の判定で二冠を制した。
いよいよ最後のライト級タイトルマッチは、それから3か月と経たない8月17日、件のルー・アンバースとの間で行われた。アームストロングは5回にアンバースをダウンさせ圧倒したものの、目尻と唇を切り、吹き出る血を飲み込みながらの凄惨な闘いとなったが、判定で勝利を得、ここに前人未踏の三階級同時制覇が達成されたのである。
フェザー級王座は返上、ライト級王座はアンバースに奪回されたが、ウェルター級王座は同年11月25日のセフェリノ・ガルシア戦を皮切りに、わずか2年足らずの期間で19度の防衛に成功。1939年10月には1か月で5度の防衛戦をこなした。
そして1940年3月1日、四階級制覇を賭けてニューヨーク州公認世界ミドル級王者となっていたセフェリノ・ガルシアに挑戦した。この試合でも試合巧者ぶりを遺憾なく発揮、ガルシアの重いパンチを凌いでインファイトに持ち込み、優勢のうちに試合を進めたが、引分けに終わった。
鉄人にも王座陥落の日は来た。1940年10月4日、希代のダーティ・ファイター、フリジー・ジビックに判定負け、守り続けたウェルター級王座を失う。再戦では12回KOと敗れ、王座復帰はならなかった。しかしその後も3年リングに上がり続け、50戦近くを戦って多くの勝ち星を挙げた。
引退後はアルコール使用障害に陥るが、一念発起し1951年にバプティスト派の牧師になる。恵まれない子供たちのために施設を設立し、現在基金は孫に引き継がれている。

## スタイル
「ハンマリング・ハンク」「殺人ハンク」と畏怖された猛ファイター。左手を下げたクラウチングスタイルで絶えず身体を振りながら鋭い追い足で敵に迫り、パンチをかいくぐって至近距離から「永久機関」（Perpetual Motion）と形容された左右フックの連打を叩き込む。敵の反撃は巧みなボディ・ワークでかわし、その動きをすかさずパンチの動作に繋げていく。
1分間の鼓動が29という特異体質とさえ言われたスタミナとタフネスがこれを支えた。一見ラフなスタイルであるが、思い切った近接戦に持ち込むことで敵のパンチの威力を減殺できる上、回転の速い連打が出せるこの戦法は、特に体格で優る相手に極めて効果的であった。フェザーからいきなりウェルターにウェイトアップしたり、ミドル級の強打者セフェリノ・ガルシアを圧倒し得たのはこの戦法の故であろう。

## 通算戦績
181戦151勝（101KO）21敗9引分け